# Konstrukcja szkieletowa budynków

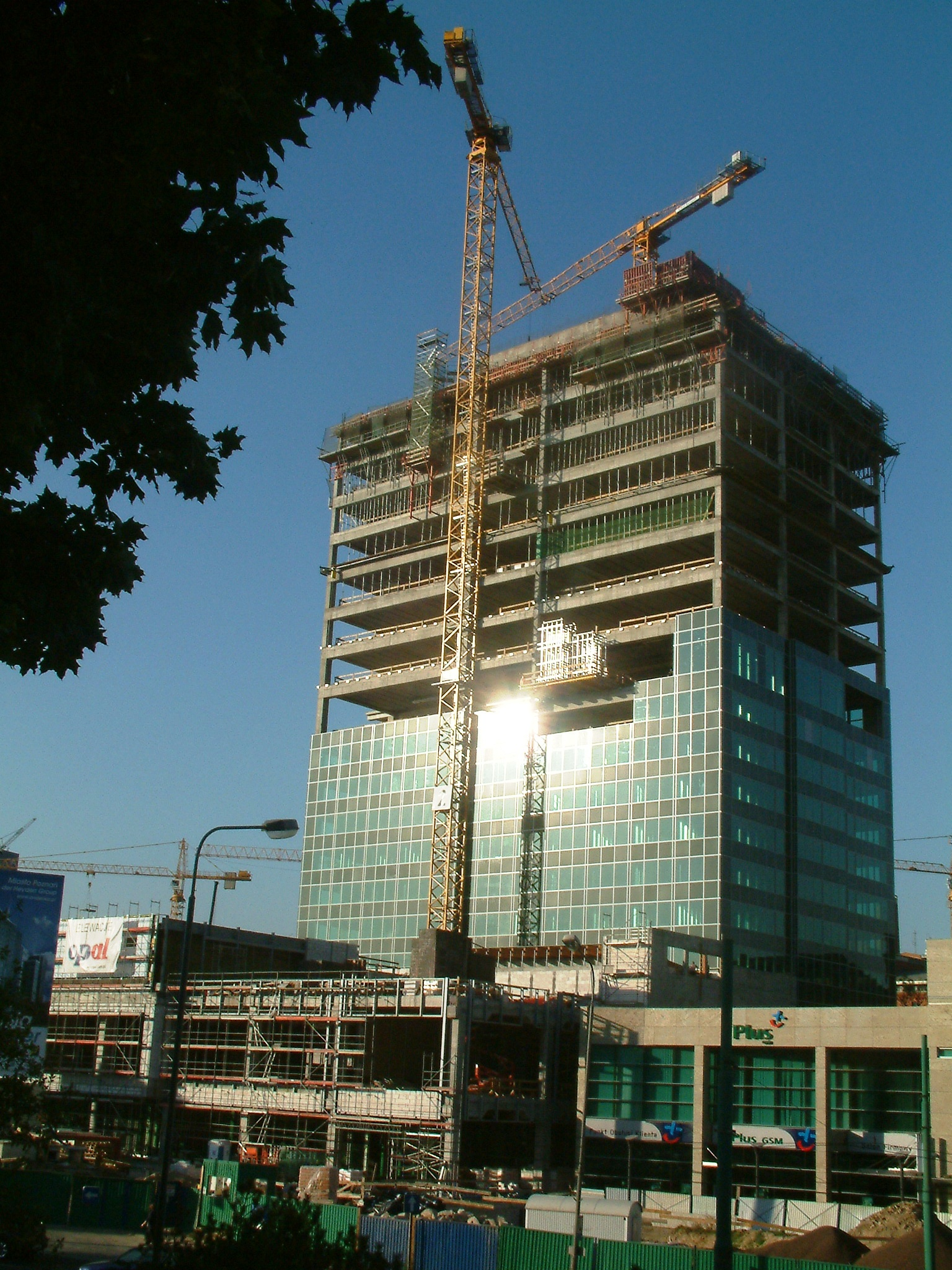
Konstrukcja żelbetowa budynku Andersia Tower

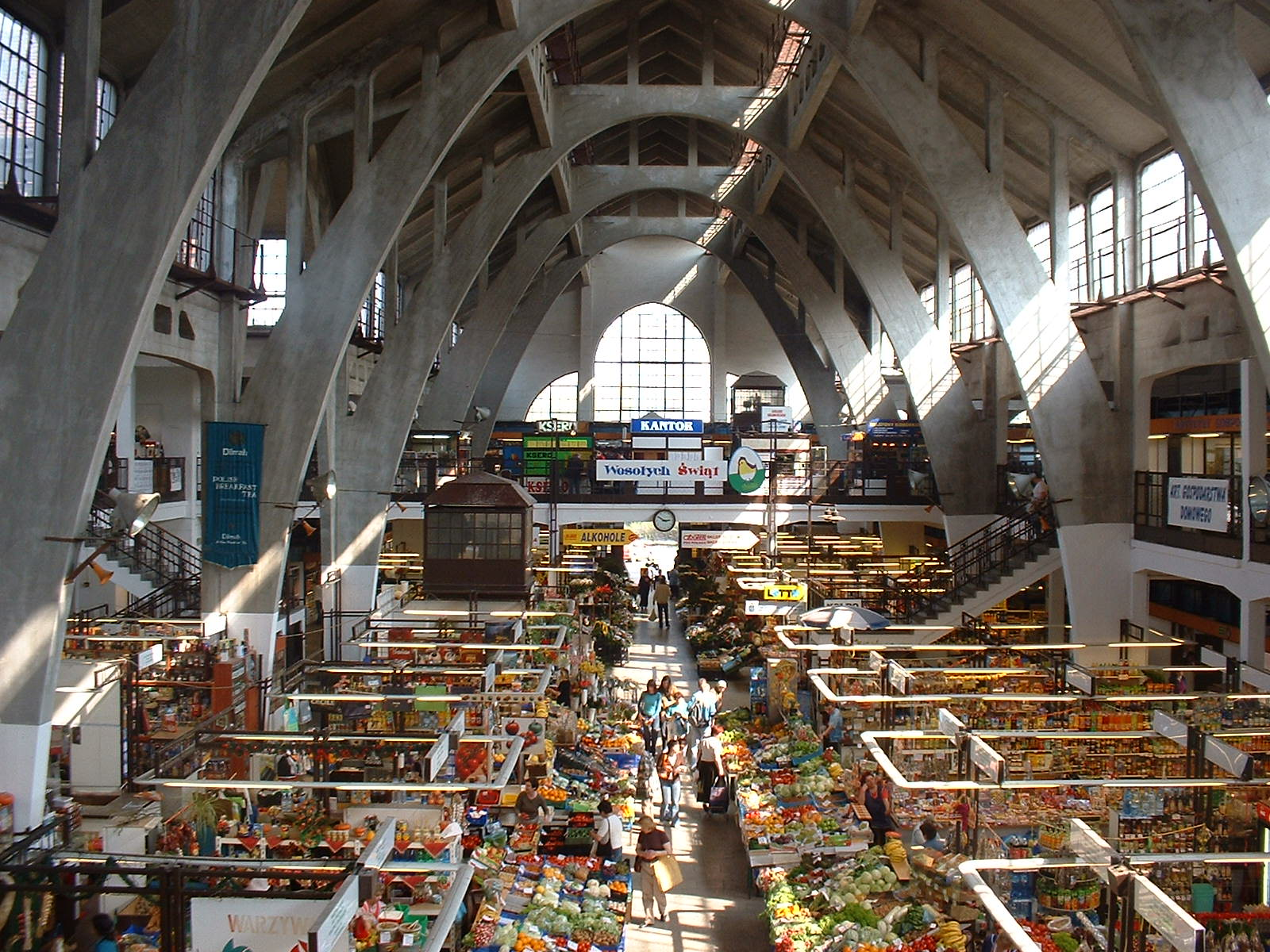
Konstrukcja żelbetowa Hali Targowej we Wrocławiu

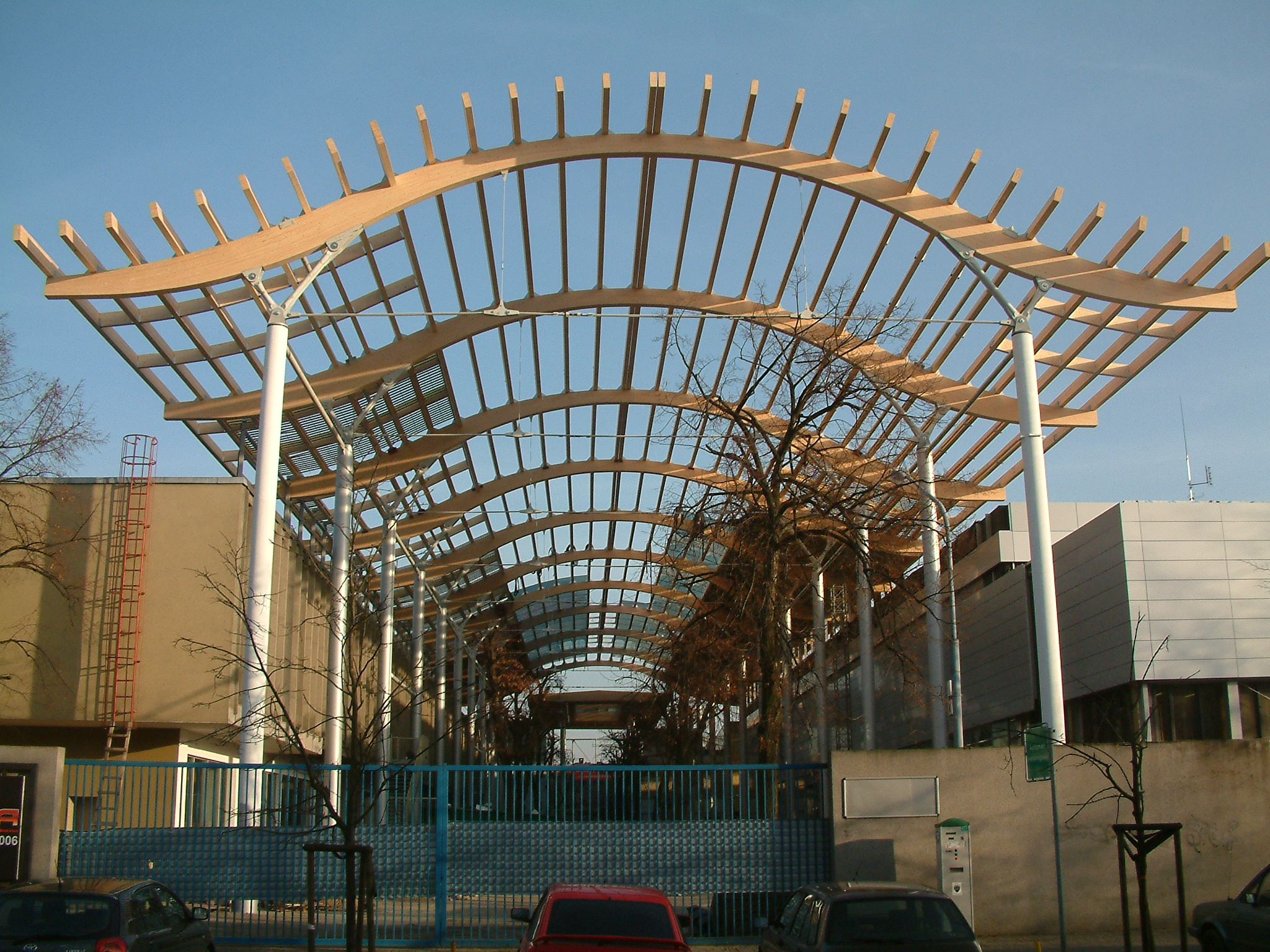
Konstrukcja z drewna klejonego – pasaż pomiędzy pawilonami 7 i 16 MTP

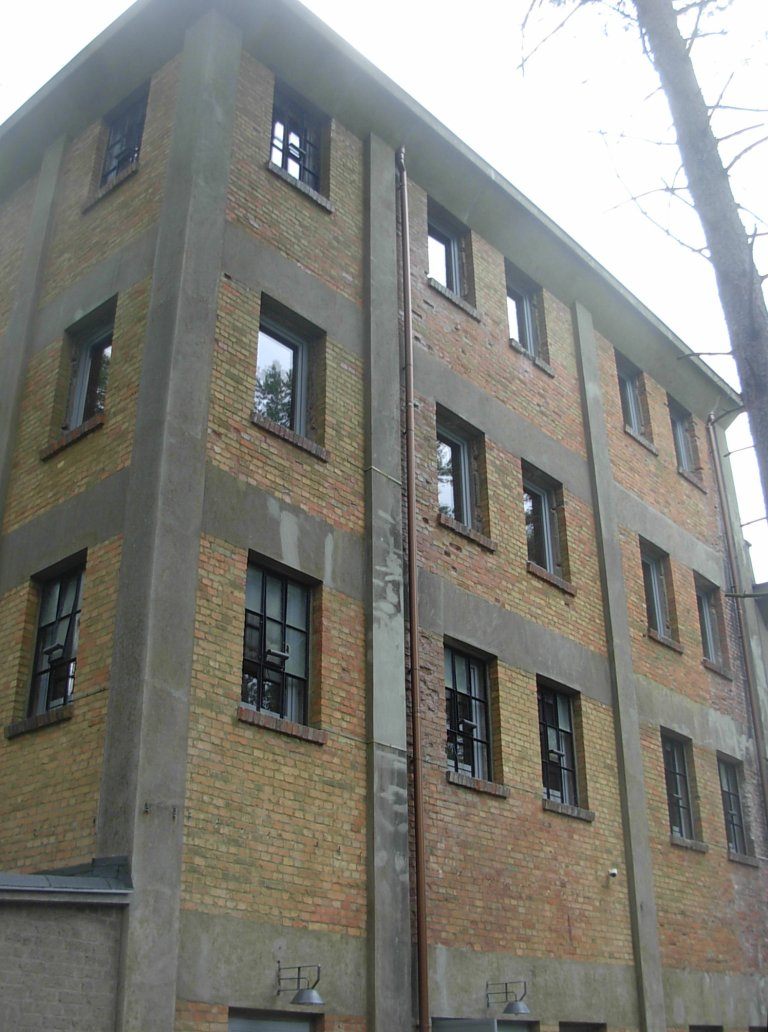
Ceglano-żelbetowa konstrukcja szkieletowa typu bunkrowego na terenie DAG Fabrik Bromberg, skansen przemysłowej architektury militarnej Eksploseum w Bydgoszczy

Konstrukcja szkieletowa – system konstrukcyjny polegający na rozdzieleniu funkcji elementów nośnych (szkieletu) i elementów wypełniających (ścian lub osłon).
Konstrukcja szkieletowa stosowana jest jako układ konstrukcyjny budynków niskich (najczęściej hal) lub wysokich (np. wieżowców) oraz innych budowli, w których elementami przenoszącymi obciążenia są układy prętowe (np. słupy, rygle, ramy). Konstrukcje takich budynków i budowli wykonywane są najczęściej ze stali lub żelbetu. Pierwsze konstrukcje szkieletowe wykonywane były z drewna (np. konstrukcja słupowo-ramowa), obecnie spotkać można też rozwiązania z drewna klejonego (z desek klejone są dźwigary, ramy itp.). Część budynków szkieletowych stanowi połączenie układu nośnego w postaci szkieletu i przekrycia powłokowego w postaci łupiny z żelbetu albo szkieletu połączonego ze sztywnym trzonem wewnątrz budynku.

## Typy konstrukcji szkieletowych

### Budynki halowe w układzie jedno- lub wielonawowym
Konstrukcja składa się z siatki słupów rozmieszczonych w osiach podziału budynku na nawy (osie podłużne) i osiach poprzecznych. Wzdłuż osi poprzecznych umieszczone są elementy poziome, stanowiące podporę konstrukcji dachu. Mogą to być np. wiązary kratowe, blachownice, dźwigary żelbetowe itp. elementy przenoszące obciążenie na słupy. Elementy poziome i słupy mogą także stanowić jeden element nośny – tzw. ramę. Obciążenia związane z parciem wiatru w takich konstrukcjach przenoszone są przez układ stężeń (elementy łączące sąsiednie słupy lub wiązary w układ przestrzenny), które jednocześnie zapewniają stateczność konstrukcji budynku. W budynkach halowym spotkać można rozwiązanie konstrukcji dachu, jako przekrycie cienkościenne łupinami o przekroju walca oparte na podciągach (belkach poziomych o dużych przekrojach poprzecznych) umieszczonych wzdłuż osi podłużnych hali.

### Budynki halowe (nie nawowe) z przekryciem krzywoliniowym
Konstrukcje słupowo-ryglowe, w których słupy rozmieszczone są najczęściej na obwodzie. Na słupach oparta jest konstrukcja dachu, którą może stanowić kopuła, cienkościenna powłoka (łupinowa o dowolnych krzywiznach itp.) albo powierzchnia wisząca na układzie lin, odciągów.

### Budynki wysokie
Budynki szkieletowe wielokondygnacyjnye wykonuje się w konstrukcji żelbetowej monolitycznej i prefabrykowanej oraz stalowej. Konstrukcja składa się z wielokondygnacyjnego układu słupów, rozmieszczonych na siatce wprowadzającej podział rzutu budynku na tzw. trakty. Na słupach oparte są stropy za pośrednictwem poziomego rusztu złożonego z rygli i podciągów. Usztywnienie budynku wykonywane jest ze stężeń umieszczanych w płaszczyźnie ścian zewnętrznych, sztywnych stropów i rdzenia (trzonu) budynku. Wewnątrz tej konstrukcji umieszcza się najczęściej szyby windowe, klatki schodowe. 

### Maszty i wieże
Konstrukcje budowane najczęściej jako przestrzenne kratownice wież wiertniczych, stalowych słupów energetycznych, radiowych i telewizyjnych masztów przekaźnikowych itp.

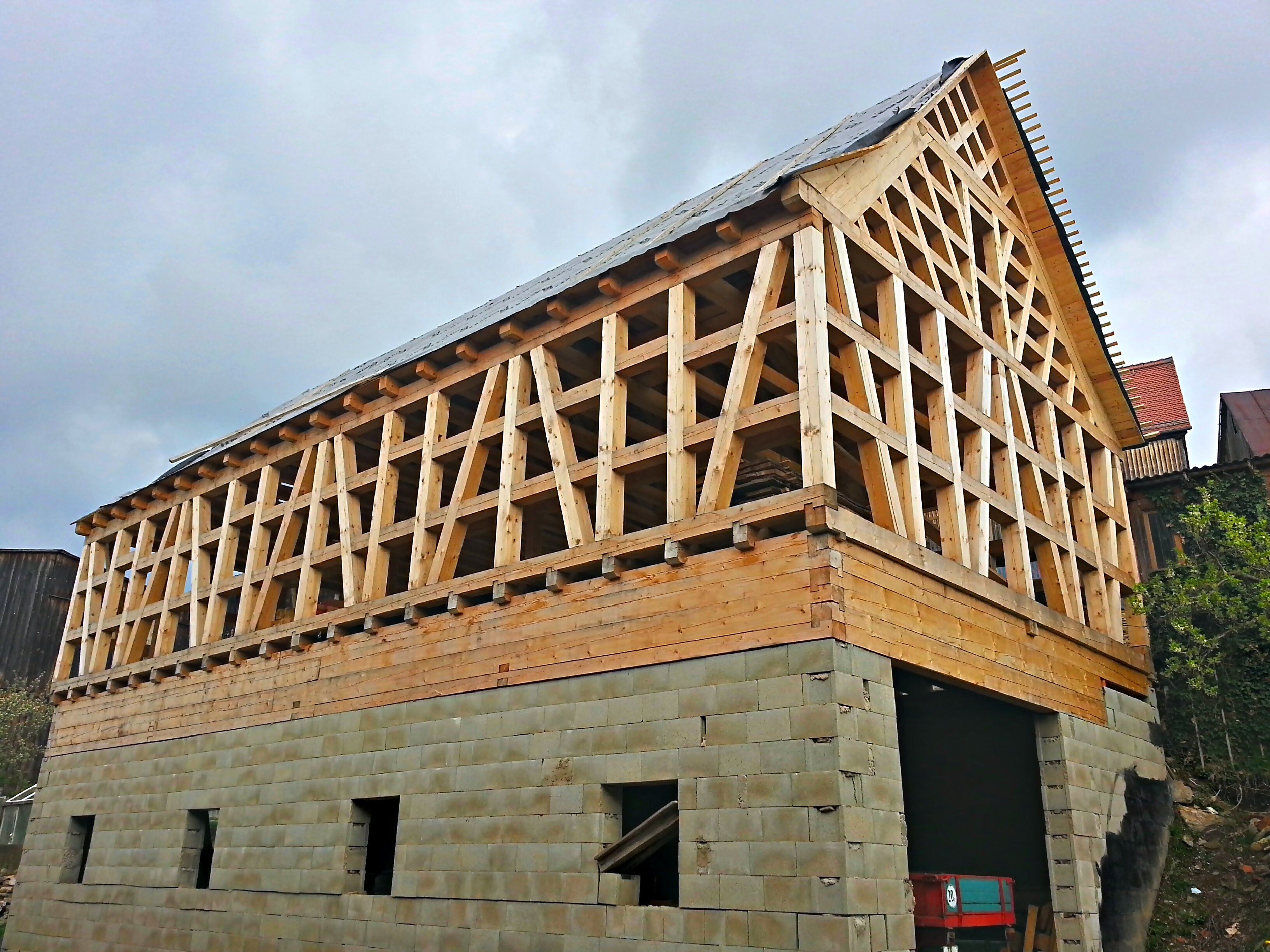
Ściana szkieletowa górnej kondygnacji pod tzw. mur pruski, albo szachulec

### Budynki drewniane szkieletowe
System konstrukcji słupowo-ramowej wymagał usztywnień przeciwdziałających deformacji budowli np. pod wpływem wiatru. Główne elementy konstrukcji szkieletowej drewnianej: podwalina, słup, zastrzał, miecz (w tzw.  konstrukcjach wielozastrzałowych), rygiel (rozwora), oczep (spinka). Pomysłowo opracowqane punkty węzłowe zapobiegające deformacji budowli tworzyły kratownicę nadającą budynkowi szczególnego charakteru. Rodzaje konstrukcji szkieletowej drewnianej rozróżnione pod względem wypełnienia: mur pruski, szachulec, reglowa, w glinę pod topór. Obecnie do konstrukcji drewnianych używa się drewna klejonego.

## Przykłady konstrukcji szkieletowych
Przykładami rozwiązań z zastosowaniem konstrukcji szkieletowej są:
- hale widowiskowe i sportowe
  - wystawowe pawilony w Brnie, Hanowerze (pawilon Kruppa)
  - hale sportowe – hala widowiskowo-sportowa Arena w Poznaniu, hala w Zabrzu
  - hale wystawowe na terenie Targów Poznańskich, Poznańska Palmiarnia
- budynki wysokie
  - Pałac Kryształowy – zbudowany w 1851 r. pawilon światowej wystawy w Londynie (spłonął w 1936 r.). Była to konstrukcja stalowa z wypełnieniem szklanym
  - liczne wieżowce (np. budynek ONZ w Nowym Jorku, Pałac Kultury i Nauki w Warszawie)
- maszty i wieże:
  - wieża Eiffla w Paryżu
  - Statua Wolności w regionie metropolitalnym Nowego Jorku
  - maszt radiowy w Konstantynowie k. Warszawy 1974 r. (wysokości 649 m, runął w 1991)